# Dogma (banda)
O Dogma é uma banda de rock progressivo formada em 1991 em Belo Horizonte, Minas Gerais, Brasil. Possui 2 CDs de expressão internacional lançados pelo selo paulista Progressive Rock Worldwide e é reconhecida por apresentar arranjos modernos em suas músicas instrumentais, seguindo o estilo rock neoprogressivo, e pela guitarra marcante de Fernando Campos. A banda é influenciada pelos grandes nomes do estilo, sendo comumente associada ao Camel e ao Gênesis em críticas.

## História
O grupo foi fundado em 1991 por uma decisão do arquiteto e guitarrista Fernando Campos (ex-Sagrado Coração da Terra) e do técnico de som e baixista Barão (ex-Manga Rosa e Mantra) . A eles se uniram Renato Cipriano (teclados) e Daniel Mello (bateria). A projeção da banda no cenário nacional se inicia com uma apresentação na primeira e única noite do festival Nacional de Rock Progressivo idealizado por A Clava do Som (jornal especializado do estilo), em outubro de 1992 . Com ajuda do amigo e produtor Roberto L. Santos, conhecido como "Grande", que possuia um programa dedicado ao rock progressivo na rádio Gerais FM, a banda consegue fechar parceria com o selo Paulista Progressive Rock Worldwide (PRW) . Ainda em 1992 é lançado o primeiro trabalho da banda, intitulado de Álbum.
Álbum foi prensado e masterizado no Canadá  e conta com a participação especial do violinista Mineiro Marcus Viana (Sagrado Coração da Terra) na faixa "Clouds". Em pleno ressurgimento do progressivo, o grupo vê-se brindado com sucessivas críticas elogiosas no Brasil, Áustria, Estados Unidos e Holanda, tendo sido considerado a Revelação 92 na França pela revista Harmonie Magazine ,  ficando em 2º lugar na preferência dos ouvintes da Radio Roma FM, na Itália, e também entre os 10 discos atuais de rock progressivo mais vendidos no Japão. Ainda em 1992, a banda abre o show de Rick Wakeman em Belo Horizonte .
Em 1995 é lançado o segundo CD da banda, Twin Sunrise, também pelo selo PRW. O show de estréia no grande teatro do Palácio das Artes contou com participação de quinteto de cordas, bailarina, solistas convidados e do coro Madrigal Renascentista em grande produção . O disco também atinge repercussão internacional, mantendo a banda e as vendas entre os grandes nomes do estilo no país.
Repentinamente, o baixista Barão morre aos 35 anos de idade em decorrência de ataque cardíaco fulminante . Nos anos seguintes a banda tenta alguns retornos mas não consegue. Em meados da década de 2000, Fernando Campos chega a anunciar a volta da banda com nova formação e realiza uma apresentação ao lado do Saecula Saeculorum . Em 2005 a banda abre o show do grupo de rock progressivo inglês Nektar . Nesses shows músicas inéditas são apresentadas ao público sem previsão de lançamento. Uma nova pausa acontece em decorrência de problemas internos entre os integrantes.
Em 2009 a volta oficial da banda é anunciada pela Internet em sites como Myspace , Orkut e blogs do segmento . A formação foi renovada contando com Fernando Campos (Guitarra) e Juninho (Bateria) da formação original, e Rafael Odon (Baixo e Violão) e Marcus Padrini (Teclados e Flauta) como novos integrantes. A banda declara estar com diversas canções inéditas já ensaiadas e divulga algumas gravações demo, prometendo o lançamento de um novo álbum em 2010.

## Formação atual
- Fernando Campos (guitarra)
- Juninho (bateria)
- Rafael Odon (baixo e violão)
- Marcus Padrini (teclados e flauta)

## Lista de álbuns

### Álbum (1992, Progressive Rock Worldwide)
1. Beginnings (6:23)
2. Clouds (6:27)
3. Night Winds (6:26)
4. Seven Angels in Hell (8:13)
5. Movements (8:09)
6. A Season for Unions (22:08)

### Twin Sunrise (1995, Progressive Rock Worldwide)
1. Midday (5:53)
2. The Search (7:19)
3. Burn the Witch (5:37)
4. Hymn (8:21)
5. The Place (4:03)
6. The Landing (10:00)
7. Twin Sunrise (12:19)